# カブラテングタケ
カブラテングタケ（蕪天狗茸、Amanita gymnopus）はテングタケ科テングタケ属に属する白い毒キノコ（菌類）。

## 分布
関西以西の日本、中国、マレーシアの、広葉樹下に分布。
菌根菌。夏から秋にかけて、ブナ科やカバノキ科などの広葉樹林の樹下に発生する。

## 形態
子実体は傘と柄からなる。傘径は8 - 15センチメートル (cm) 。傘の表側はクリーム色ののち黄色から黄土色になる。ツボの破片を多数つけており、ツボの破片は淡黄色から淡褐色で薄い膜質。傘の縁には条線がなく、ツバの破片が垂れ下がる。傘には溝線がない。傘の裏側のヒダは黄色から黄土色で、密。胞子は5.5 - 7.5 × 5 - 6.5マイクロメートル (μm) 。
柄の高さは9 - 13 cmで、クリーム色。根元はかぶら状にふくらみ、柄の上部には黄白色で膜質のツバがあり、その下部にはもう一つツバがある。しかし、いずれも破れて落ちやすい。肉は黄白色であるが、傷つけばゆるやかに赤褐色になる。肉には独特の強いにおいがある。

## 毒
毒成分は不明であるが、胃腸系の中毒を起こす。